# Robert Högfeldt
Gustav Robert Högfeldt (* 13. Februar 1894 in Eindhoven, Niederlande; † 5. Juni 1986 in Djursholm) war ein schwedischer Maler, Illustrator und Karikaturist.
Högfeldt studierte 1911–1913 an der Kunstgewerbeschule Düsseldorf, 1913–1917 an der Stockholmer Akademie und in Paris Malerei. Er bereiste Frankreich und Italien und lebte in Stockholm. Högfeldt war besonders für seine humoristischen Bilder und Buchillustrationen bekannt.

## Werke (Auswahl)

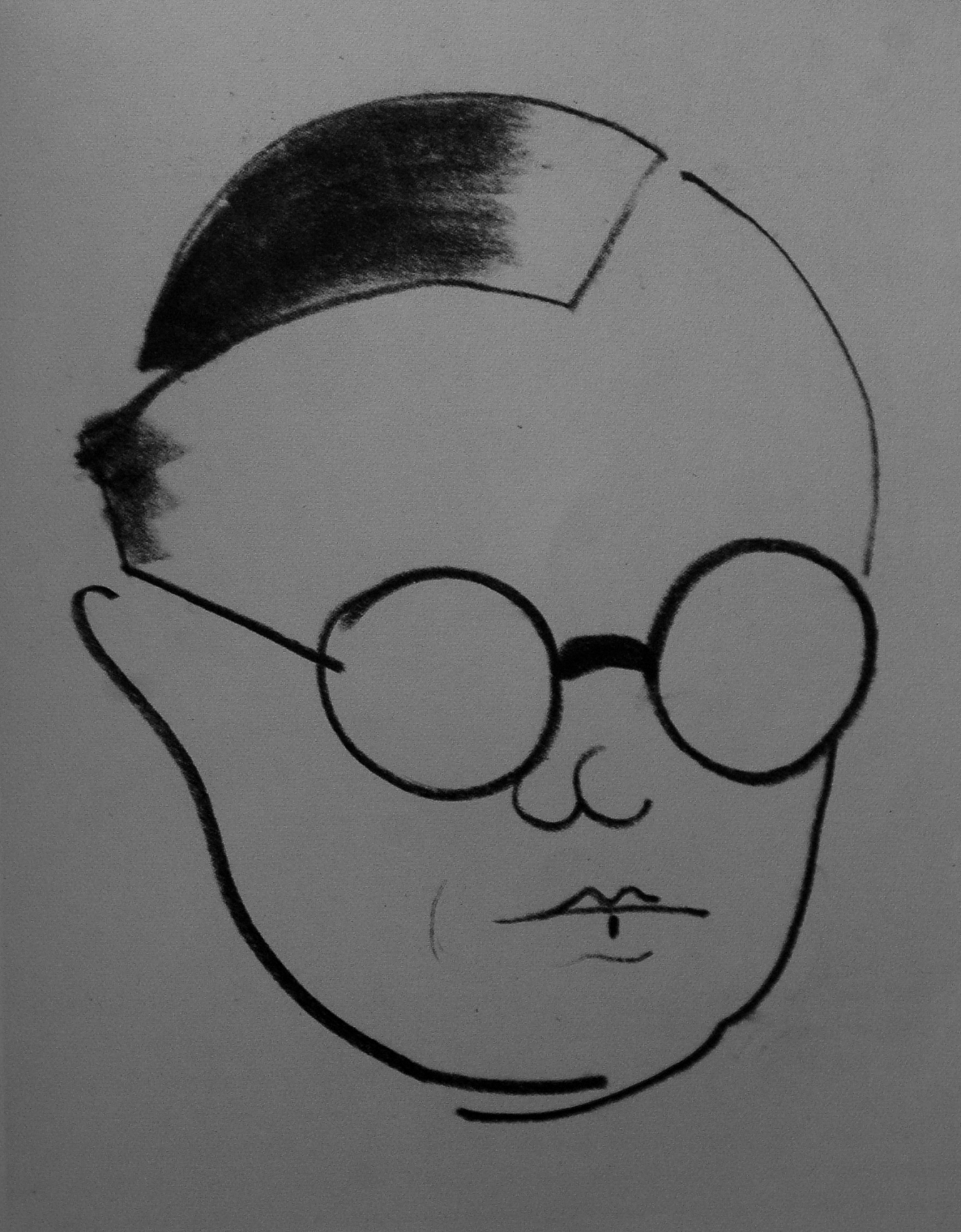
Karikatur des schwedischen Malers John Jon-And, 1949

- „Das Harmonische Familienleben“, (1938, Paul Neff Verlag), 40 Zeichnungen mit Versen von Hayno Focken (1867–1940), deutscher Buchhändler und Dichter
- „Tiere und Untiere“, 34 Zeichnungen und vier farbige Tafeln, dazu Worte von Gerhard Schmidt
- „Das neue Högfeldt-Buch“, mit einer Selbstbetrachtung des Künstlers und Versen von Gerhard Schmidt
- „Gullivers Reisen“, illustriert von Robert Högfeldt.
- „Das Högfeldt-Buch“, Einleitung von H. Cornell.
- „Also geht es auf der Welt  Sprichwörter“, 39 farbige Zeichnungen
- Maria Olofsson: „Geschichten über nette und ungezogene Kinder“, illustriert von Robert Högfeldt